# خاویر یکوزی
خاویر یکوزی (انگلیسی: Javier Yacuzzi؛ ۱۵ اوت ۱۹۷۹ - ۲۹ مهٔ ۲۰۲۳) بازیکن فوتبال اهل آرژانتین بود.
از باشگاه‌هایی که در آن بازی کرده‌است می‌توان به باشگاه تیخوانا، باشگاه فوتبال اتلتیکو تیگره، باشگاه فوتبال آرسنال ساراندی، باشگاه فوتبال روساریو سنترال و باشگاه فوتبال اتلتیکو هوراکان اشاره کرد.